# Leioproctus vigilans
Leioproctus vigilans är en biart som beskrevs av Smith 1879. Leioproctus vigilans ingår i släktet Leioproctus och familjen korttungebin. Inga underarter finns listade i Catalogue of Life.